# Liste des titres musicaux numéro un en Autriche en 1980
Cette page liste les titres numéro un dans les meilleures ventes de disques en Autriche pour l'année 1980.

## Classement des singles
| №  | Date          | Artiste                                       | Titre                         |
| -- | ------------- | --------------------------------------------- | ----------------------------- |
| 1  | 1er janvier   | The Buggles                                   | Video Killed the Radio Star   |
| 2  | 15 janvier    | The Buggles                                   | Video Killed the Radio Star   |
| 3  | 1er février   | The Buggles                                   | Video Killed the Radio Star   |
| 4  | 15 février    | ABBA                                          | I Have a Dream                |
| 5  | 1er mars      | Pink Floyd                                    | Another Brick in the Wall     |
| 6  | 15 mars       | Pink Floyd                                    | Another Brick in the Wall     |
| 7  | 1er avril     | Pink Floyd                                    | Another Brick in the Wall     |
| 8  | 15 avril      | Pink Floyd                                    | Another Brick in the Wall     |
| 9  | 1er mai       | Goombay Dance Band                            | Sun Of Jamaica                |
| 10 | 15 mai        | Goombay Dance Band                            | Sun Of Jamaica                |
| 11 | 1er juin      | Goombay Dance Band                            | Sun Of Jamaica                |
| 12 | 15 juin       | Mike Krüger                                   | Der Nippel                    |
| 13 | 1er juillet   | Mike Krüger                                   | Der Nippel                    |
| 14 | 15 juillet    | Goombay Dance Band                            | Aloha-oe, Until We Meet Again |
| 15 | 1er août      | Lipps Inc.                                    | Funkytown                     |
| 16 | 15 août       | Lipps Inc.                                    | Funkytown                     |
| 17 | 1er septembre | Lipps Inc.                                    | Funkytown                     |
| 18 | 15 septembre  | Olivia Newton-John & Electric Light Orchestra | Xanadu                        |
| 19 | 1er octobre   | Olivia Newton-John & Electric Light Orchestra | Xanadu                        |
| 20 | 15 octobre    | Oliver Onions                                 | Santa Maria                   |
| 21 | 1er novembre  | Oliver Onions                                 | Santa Maria                   |
| 22 | 15 novembre   | Oliver Onions                                 | Santa Maria                   |
| 23 | 1er décembre  | Oliver Onions                                 | Santa Maria                   |
| 24 | 15 décembre   | Stevie Wonder                                 | Master Blaster (Jammin’)      |

## Classement des albums
| №  | Date          | Artiste                   | Titre                           |
| -- | ------------- | ------------------------- | ------------------------------- |
| 1  | 1er janvier   | James Last                | Träum was Schönes               |
| 2  | 15 janvier    | James Last                | Träum was Schönes               |
| 3  | 1er février   | Pink Floyd                | The Wall                        |
| 4  | 15 février    | Pink Floyd                | The Wall                        |
| 5  | 1er mars      | Pink Floyd                | The Wall                        |
| 6  | 15 mars       | Pink Floyd                | The Wall                        |
| 7  | 1er avril     | Pink Floyd                | The Wall                        |
| 8  | 15 avril      | Pink Floyd                | The Wall                        |
| 9  | 1er mai       | Pink Floyd                | The Wall                        |
| 10 | 15 mai        | Pink Floyd                | The Wall                        |
| 11 | 1er juin      | Mike Krüger               | Der Nippel                      |
| 12 | 15 juin       | Mike Krüger               | Der Nippel                      |
| 13 | 1er juillet   | Mike Krüger               | Der Nippel                      |
| 14 | 15 juillet    | Mike Krüger               | Der Nippel                      |
| 15 | 1er août      | Goombay Dance Band        | Zauber der Karibik              |
| 16 | 15 août       | Mike Krüger               | Der Nippel                      |
| 17 | 1er septembre | Orchester Anthony Ventura | Die schönsten Melodien der Welt |
| 18 | 15 septembre  | Bande Originale           | Xanadu                          |
| 19 | 1er octobre   | Wolfgang Ambros           | Weiß wie Schnee                 |
| 20 | 15 octobre    | Wolfgang Ambros           | Weiß wie Schnee                 |
| 21 | 1er novembre  | Demis Roussos             | Insel der Zärtlichkeit          |
| 22 | 15 novembre   | Demis Roussos             | Insel der Zärtlichkeit          |
| 23 | 1er décembre  | Barbra Streisand          | Guilty                          |
| 24 | 15 décembre   | Barbra Streisand          | Guilty                          |